# Pella, Grecia

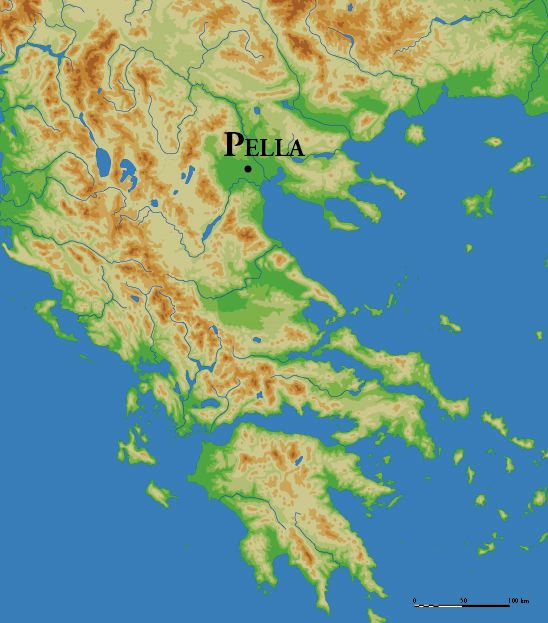
Satul Pella (Macedonia) din Grecia

Pella (greacă: Πέλλα) este un oraș mic, din prefectura Pella, regiunea administrativă Macedonia Centrală, Grecia. În anul 2001 Pella avea 2.455 locuitori.
Pe timpul lui Filip al II-lea și Alexandru Macedon a fost capitala Macedoniei antice. În perioadele bizantină și otomană orășelul s-a numit Agioi Apostoloi (Άγιοι Απόστολοι), din care s-a derivat numele slav Postol (Постол). Pella și-a recăpătat numele inițial în anul 1936.
În Pella s-au păstrat multe rămășițe antice, care acum sunt expuse publicului vizitator într-un muzeu deosebit de valoros.

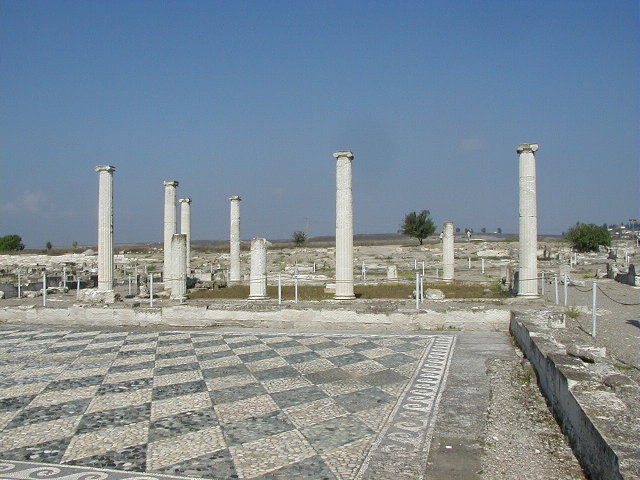
Un mare mosaic din Pella, făcut din pietre de râu

Pella este locul de naștere al lui Alexandru Macedon (Alexandru cel Mare). Tot aici a murit Euripide.